# City Ice Boat No. 1
Die City Ice Boat No. 1 war ein US-amerikanischer Eisbrecher und Schleppdampfer, der ab 1837 von der Stadtverwaltung Philadelphia eingesetzt wurde. Das Schiff gilt als weltweit erster Eisbrecher.

## Geschichte
Die Stadtverwaltung Philadelphia ließ das Schiff 1837 von der Werft Vandusen and Birelyn in Philadelphia bauen. Das Vorschiff des hölzernen Rumpfs mit seinem löffelartigen Stevenform wurde mit zusätzlichen Eisenplatten verstärkt, die schräggestellt waren, um das Auflaufen auf das Eis zu ermöglichen. Die City Ice Boat No. 1 war mit einem Seitenschaufelradantrieb ausgerüstet. Die Schaufelräder waren einzeln angetrieben und die Schaufeln für den Eisbetrieb verstärkt.
Die City Ice Boat No. 1  wurde bis 1917 auf dem Delaware River betrieben und dann verschrottet.